# Rosa palustris
Шипшина болотна (Rosa palustris) — вид рослини родини Розові.

## Назва
У англійській мові ця квітка відома як «болотна троянда» (англ. swamp rose).

## Будова
Густий листопадний кущ висотою до 1,8 м. Стебла вкриті загнутими шипами довжиною до 6 мм. Листя складне з довгим прилистком біля основи, має сім листочків з зубчастим краєм. Вони гладкі згори і злегка волохаті знизу. Квітне влітку дуже запашними рожевими квітами. Плоди до 12 мм товщини, поїдаються птахами, що розносять насіння.

## Поширення та середовище існування
Зростає у болотистих місцях від Нової Шотландії до Міннесоти на заході і до Мексиканського заливу на півдні.

## Галерея

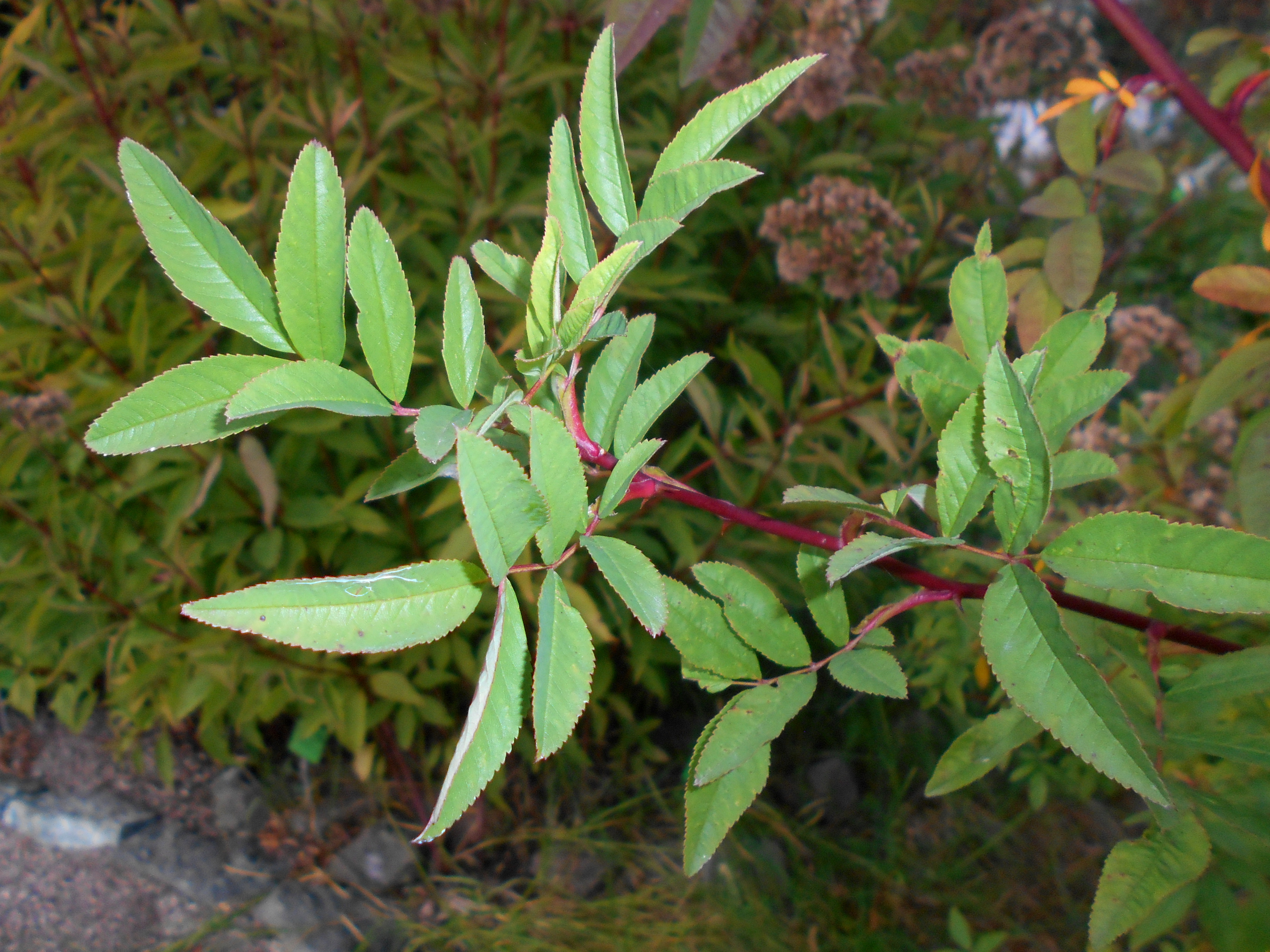
Листя
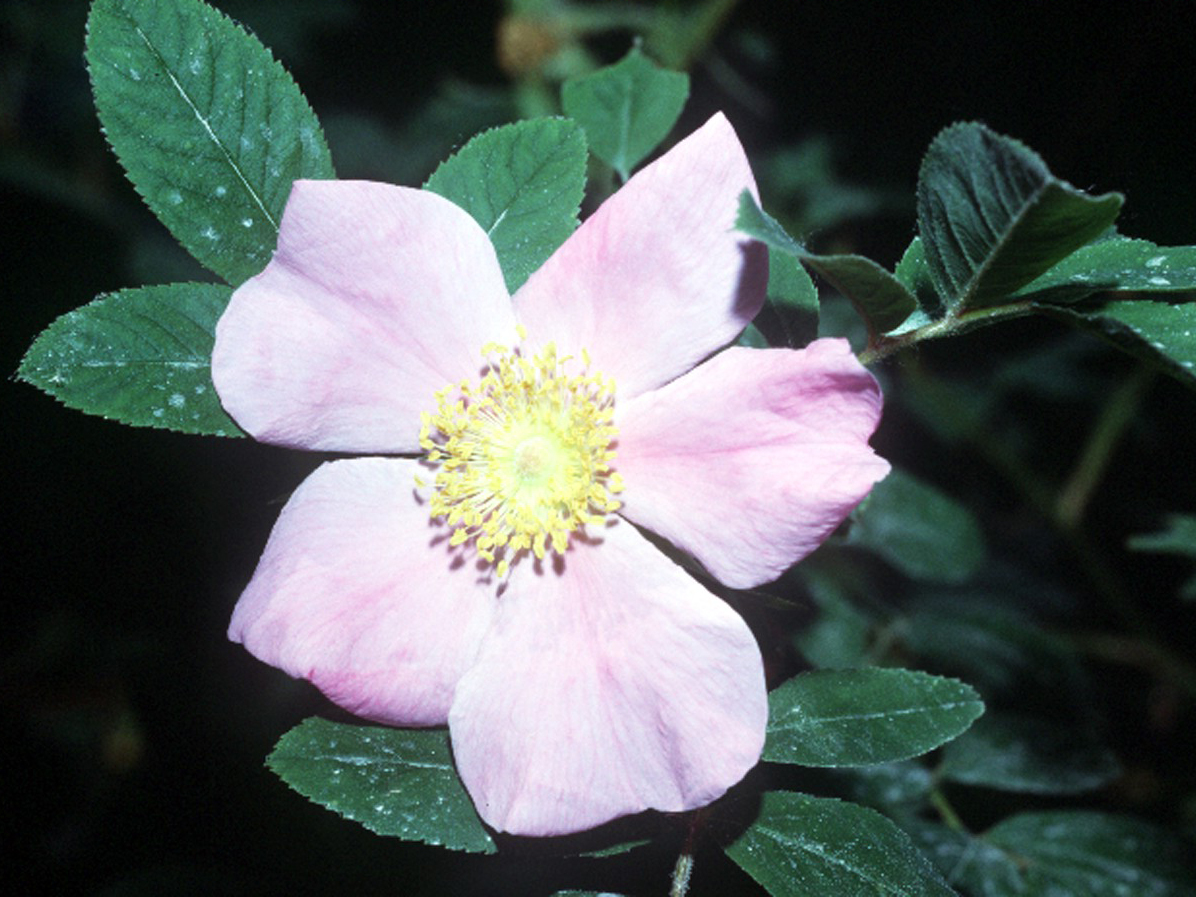
Квітка
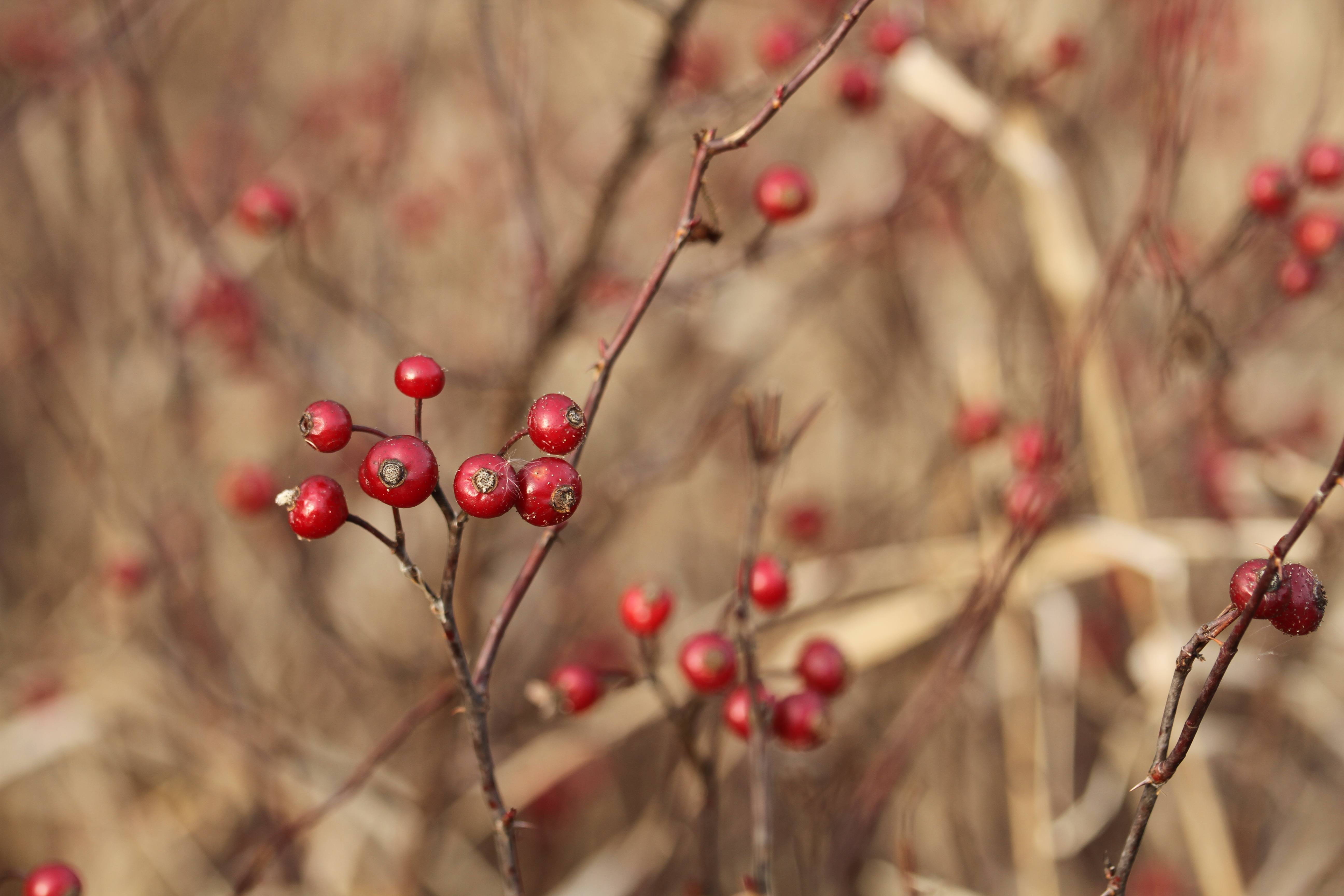
Плоди